# William Marrion Branham
William Marrion Branham (condado de Cumberland, Kentucky, 6 de abril de 1909-Amarillo, 24 de diciembre de 1965) fue un predicador pentecostal estadounidense.

## Biografía
Nació cerca de Burkesville, Kentucky, el 6 de abril de 1909. William Branham, que tuvo como influencias entre otros a Essek William Kenyon, Charles Spurgeon, Dwight L. Moody, fue una figura clave del movimiento religioso posterior a la Segunda Guerra Mundial conocido como Healing Revival (Avivamiento de Sanidad). Se le ha considerado, junto a Oral Roberts, precursor de la expansión del movimiento carismático.
El 23 de octubre de 1941 contrajo matrimonio con Meda Marie Broy.
Sufrió un accidente de tráfico el 18 de diciembre de 1965, y, tras varios días en estado crítico, falleció el día de Nochebuena, en Amarillo.